# Sara Dols
Sara Dols (* 9. Mai 2005) ist eine spanische Tennisspielerin.

## Karriere
Dols spielt bislang vorrangig auf der ITF Women’s World Tennis Tour, wo sie bisher einen Titel im Doppel gewann.
2025 spielt sie in der 1. Tennis-Bundesliga für den TC Blau-Weiß Dresden-Blasewitz.

## Turniersiege

### Doppel
| Nr. | Datum          | Turnier | Kategorie | Belag | Partnerin  | Finalgegnerinnen            | Ergebnis |
| --- | -------------- | ------- | --------- | ----- | ---------- | --------------------------- | -------- |
| 1.  | 26. April 2025 | Antalya | ITF W15   | Sand  | Yūki Naitō | Kaat Coppez Amelie Van Impe | kampflos |